# Finnische Nationalgalerie

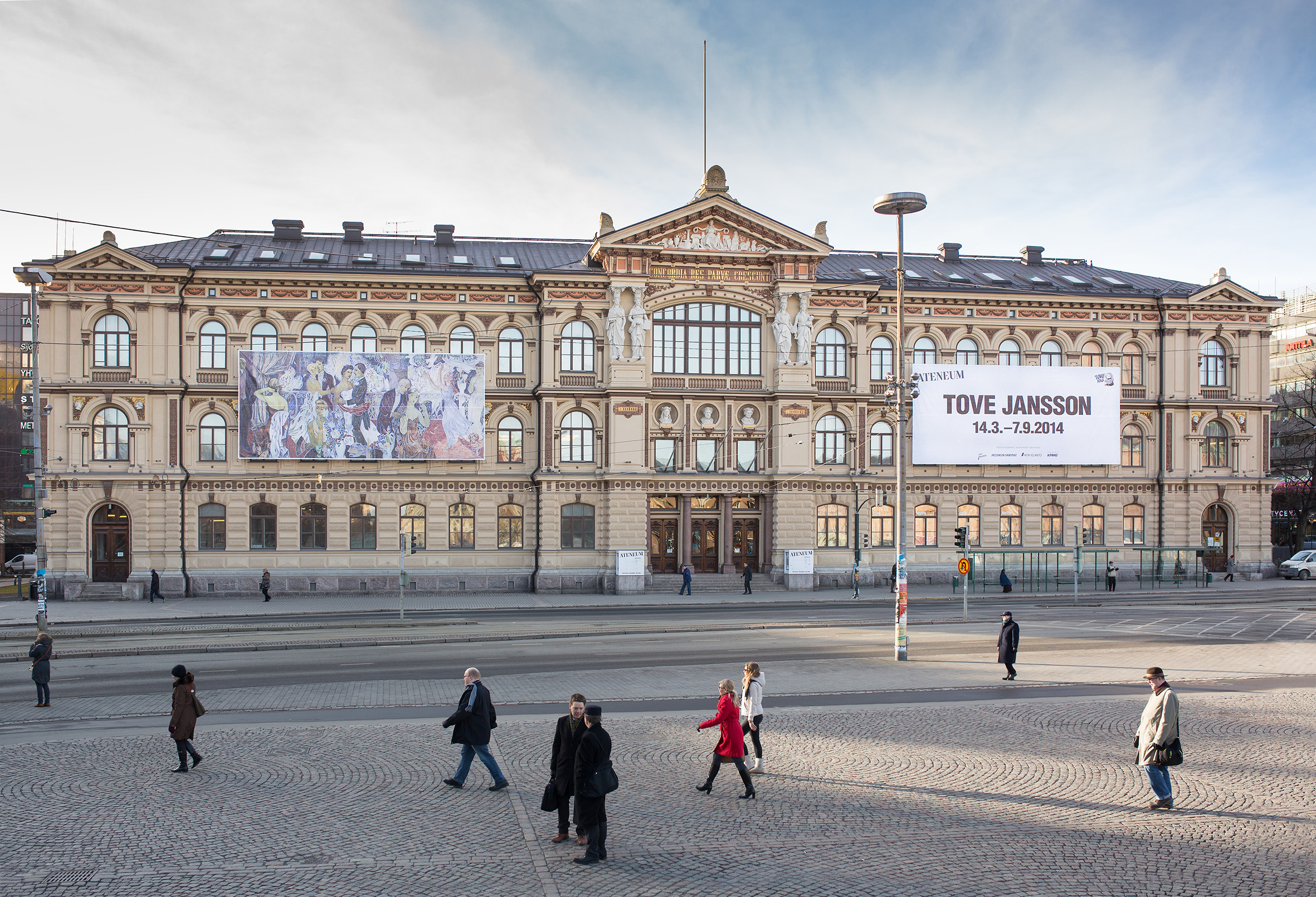
Das Ateneum, Teil der Finnischen Nationalgalerie

Die Finnische Nationalgalerie ist das größte finnische Kunstmuseum und eine nationale kulturelle Institution unter dem Einfluss des finnischen Bildungsministeriums. Sie umfasst das Ateneum, das Kiasma, das Sinebrychoff-Kunstmuseum und die zentralen Kunstarchive.

## Geschichte
1887 wurde das Ateneum Gebäude im Zentrum der finnischen Hauptstadt Helsinki eröffnet, das zu der Zeit das Kunstgewerbemuseum und zwei Kunstschulen beherbergte. Ein Jahr später kam die Sammlung des 1846 gegründeten Finnischen Kunstvereins hinzu. Die Sammlung expandierte und die Ausstellungstätigkeit führte zur Ausrichtung als Kunstmuseum. Die Betreibung des Ateneum wurde 1939 von der Gesellschaft der Akademie der Künste übernommen. Die Kunstschulen wurden eigenständige Institutionen, die andere Gebäude bezogen, und 1977 finanzierte das Bildungsministerium die Renovierung des Gebäudes, das nun vollständig auf Sammlungs- und Ausstellungstätigkeiten ausgerichtet wurde. Die Hochschule für Kunst und Design Helsinki räumte ihre Räume 1982 und 1984 verließ auch die Akademie der Künste ihre Räumlichkeiten, so dass 1985 die Renovierungsarbeiten begannen. Währenddessen war das Ateneum Art Museum an der Kansakoulukatu Straße untergebracht.
1990 wurde dann die Finnische Nationalgalerie gegründet, die neben dem Ateneum auch das Sinebrychoff-Kunstmuseum umfasste. Das Archiv und die photographische Sammlung der Akademie der schönen Künste, die von einer Stiftung betreut worden waren, wurden in die zentralen Kunstarchive überführt. Zudem wurde eine neue Verwaltung eingerichtet. Es wurden drei Museen eingerichtet: Eines für finnische, eines für ausländische und eines für zeitgenössische Kunst.
Das Ateneum Gebäude wurde im Mai 1991 nach sechsjähriger Bauzeit wiedereröffnet. Im Frühling 1998 wurde das Museum für zeitgenössische Kunst in sein eigenes Gebäude, dem Kiasma, verlegt. Damit wurde die Nationalgalerie zur Dachorganisation, die verschiedene Museen unterhält. Im Jahr 2000 wurden im Zuge von Reformen der Nationalgalerie die Museen umbenannt. Das Museum für finnische Kunst wurde wieder zum Ateneum, das Museum für zeitgenössische Kunst zum Kiasma und das Museum für ausländische Kunst wieder zum Sinebrychoff-Kunstmuseum. 2004 wurde die Nationalgalerie außerdem direkt unter die Verwaltung des finnischen Bildungsministeriums gestellt.